# 阜桥街道
阜桥街道，是中华人民共和国山東省济宁市任城区下辖的一个乡镇级行政单位。

## 行政区划
阜桥街道下辖以下地区：
粉莲街社区、安阜街社区、浣笔泉社区、小闸口社区、枣店阁社区、解放路社区、牌坊街社区、贤路街社区、津浦街社区、刘庄社区、菜市社区、后铺社区、蒋林社区、红星新村社区、新刘庄社区和府河社区。

## 人口
2010年中国第六次人口普查时，阜桥街道共有人口124926人。共有家庭42353户，平均每户2.80人。14岁以下的少年儿童共17445人，占总人口13.96%；15-64岁人口共95152人，占总人口76.16%；65岁及以上的老年人共12329人，占总人口的9.869%。男性共计61999人，占总人口49.62%；女性共计62927，占总人口50.37%。本地居住的人口中，拥有本地户籍的人口为95012人，占76.05%。